# Le Longeron
Le Longeron ist eine Ortschaft und eine Commune déléguée in der französischen Gemeinde Sèvremoine mit 2.141 Einwohnern (Stand 1. Januar 2022) im Département Maine-et-Loire in der Region Pays de la Loire. Die Einwohner werden Longeronnais genannt.
Mit Wirkung vom 15. Dezember 2015 wurden die Gemeinden Le Longeron, Montfaucon-Montigné, La Renaudière, Roussay, Saint-André-de-la-Marche, Saint-Crespin-sur-Moine, Saint-Germain-sur-Moine, Saint-Macaire-en-Mauges, Tillières sowie Torfou zu einer Commune nouvelle mit dem Namen Sèvremoine zusammengelegt. Die Gemeinde Le Longeron gehörte zum Arrondissement Cholet sowie zum Kanton Saint-Macaire-en-Mauges.

## Geografie
Le Longeron liegt etwa 14 Kilometer westsüdwestlich von Cholet in der Landschaft Mauges. 
Die Verkehrserschließung erfolgt durch die frühere Route nationale 149 (heutige D949/D149).

## Bevölkerungsentwicklung
| Jahr      | 1962 | 1968 | 1975 | 1982 | 1990 | 1999 | 2006 | 2012 |
| Einwohner | 1579 | 1643 | 1807 | 1926 | 1955 | 1946 | 2036 | 2104 |

## Persönlichkeiten
- Louis Leroux (* 2006), Fußballspieler

## Sehenswürdigkeiten
- Kirche Notre-Dame aus dem 19. Jahrhundert